# Fudbalski Klub IMT
Il Fudbalski klub IMT (in serbo Фудбалски клуб ИМТ?), noto come IMT Belgrado, è una società calcistica serba con sede a Novi Beograd, un comune della città di Belgrado. Nella stagione 2025-2026 milita nella Superliga, la massima divisione del calcio serbo.

## Storia
Il FK IMT nasce nel 1953 come costola sportiva della omonima fabbrica di trattori, la Industrija Mašina i Traktora, senza però mai riuscire ad emergere dai campionati minori della ex Jugoslavia.
Il primo successo del club è la vittoria nel campionato di quarta serie 2013-2014, grazie al quale la squadra accede per la prima volta nella sua storia alla Srpska Liga, la terza serie. Nel corso della stagione la società rinnova lo stadio, che viene dotato di due tribune per una capacità totale di 1.150 posti. L'inaugurazione avviene il 20 novembre 2013. Il supporto al club è fornito da Meridian Sport.
L'IMT compete a buoni livelli nelle stagioni seguenti, fino al 2019-2020, quando, dopo l'interruzione dei campionati a causa della pandemia di COVID-19, il club, trovandosi al primo posto in campionato, viene promosso in Prva Liga Srbija, la seconda serie serba. Quarto classificato nel 2020-2021 e nel 2021-2022, nella stagione 2022-2023 vince il torneo e viene promosso per la prima volta nel massimo campionato, la Superliga.

## Stadio
Lo stadio FK IMT, che ospita le partite interne del club, ha una capacità di 1.150 spettatori. Si trova a Novi Beograd, in Pariske Komune 20a.

## Palmarès

### Competizioni nazionali
- Prva Liga Srbija: 1

2022-2023
- Srpska Liga: 1

2019-2020 (Beogradska Liga)
- Zonska Liga: 1

2013-2014 (Beogradska Zona)

## Organico

### Rosa 2024-2025
Aggiornata al 22 ottobre 2024.
| N. |                    | Ruolo | Calciatore               |
| -- | ------------------ | ----- | ------------------------ |
| 1  | Serbia (bandiera)  | P     | Bojan Vukmirovic         |
| 3  | Nigeria (bandiera) | D     | Gabriel Obekpa           |
| 4  | Serbia (bandiera)  | D     | Nikola Savic             |
| 6  | Serbia (bandiera)  | C     | Nikola Vukić             |
| 7  | Serbia (bandiera)  | D     | Nikola Glišić            |
| 9  | Serbia (bandiera)  | A     | Luka Luković             |
| 11 | Serbia (bandiera)  | A     | Miloš Luković (capitano) |
| 12 | Serbia (bandiera)  | P     | Aleksandar Knežević      |
| 15 | Serbia (bandiera)  | D     | Milan Delević            |
| 17 | Francia (bandiera) | A     | Ugo Bonnet               |
| 18 | Serbia (bandiera)  | D     | Petar Ćirković           |
| 19 | Serbia (bandiera)  | A     | Miloš Jović              |
| 20 | Grecia (bandiera)  | D     | Dimitrios Džinović       |
| 22 | Serbia (bandiera)  | C     | Vasilije Novicić         |
| 25 | Serbia (bandiera)  | C     | Nikola Krstic            |
| 26 | Serbia (bandiera)  | D     | Jagoš Vuković            |

| N. |                    | Ruolo | Calciatore             |
| -- | ------------------ | ----- | ---------------------- |
| 27 | Serbia (bandiera)  | D     | Vladimir Radočaj       |
| 28 | Serbia (bandiera)  | A     | Stefan Golubović       |
| 29 | Serbia (bandiera)  | C     | Veljko Kijevčanin      |
| 31 | Serbia (bandiera)  | C     | Leontije Vasić         |
| 33 | Serbia (bandiera)  | D     | Stefan Nikolić         |
| 35 | Serbia (bandiera)  | D     | Zarija Lambulić        |
| 51 | Serbia (bandiera)  | P     | Miloš Gordić           |
| 70 | Francia (bandiera) | C     | Maxime Do Couto        |
| 80 | Serbia (bandiera)  | C     | Irfan Zulfić           |
|    | Serbia (bandiera)  | D     | Uroš Ćosić             |
|    | Serbia (bandiera)  | C     | Aleksandar Lutovac     |
|    | Serbia (bandiera)  | C     | Nikola Terzić          |
|    | Serbia (bandiera)  | C     | Željko Arsić           |
|    | Serbia (bandiera)  | C     | Darko Stojanovic       |
|    | Serbia (bandiera)  | C     | Pavle Ognjenović       |
|    | Nigeria (bandiera) | C     | Prince Lucky Ukachukwu |